# Comércio de escravos no Atlântico
O comércio de escravos no Atlântico ou comércio transatlântico de escravos, também chamado de tráfico negreiro, caracterizou-se por negociar seres humanos como mercadoria e ocorreu em todo o Oceano Atlântico entre os séculos XVI e XIX. A grande maioria dos escravos que foram levados para o Novo Mundo — a maior parte pela rota de Comércio Triangular —, eram membros de povos da África Ocidental, nas partes central e ocidental do continente, vendidos por outros africanos ocidentais para os comerciantes de escravos da Europa Ocidental ou capturados diretamente pelos europeus.
O número de pessoas trazidas foi tão grande que, antes do final do século XVIII, os africanos que vieram por meio do comércio de escravos tornaram-se os mais numerosos membros oriundos do Velho Mundo tanto no Norte quanto no Sul da América. Uma quantidade muito maior de escravos foi levada para a América do Sul em relação ao norte. O sistema econômico do Atlântico Sul era centrado na produção de culturas de commodities e produtos têxteis para vender na Europa. Aumentar o número de escravos africanos trazidos para o Novo Mundo foi crucial para os países da Europa Ocidental que, nos séculos XVII e XVIII disputavam entre si a criação de impérios ultramarinos.
Estima-se que 15% dos africanos morreram no mar, com taxa de mortalidade consideravelmente maior na própria África no processo de captura e transporte de povos indígenas para os navios. O número total de mortes africanas diretamente atribuíveis à viagens do período chamado de "Passagem Média" é estimado em até dois milhões; um olhar mais amplo em africanos mortos diretamente atribuíveis à instituição da escravidão entre 1500 e 1900 sugere até quatro milhões de mortes de africanos. Por duzentos anos, 1440-1640, traficantes de escravos portugueses tiveram um quase monopólio sobre a exportação de escravos da África. Durante o século XVIII, quando o tráfico de escravos transportou cerca de 6 milhões de africanos, os traficantes britânicos carregaram quase 2,5 milhões. O comércio de escravos é às vezes chamado de Maafa por estudiosos afro-americanos, o que significa "grande desastre" em suaíli. Outros, como Marimba Ani e Maulana Karenga, usam os termos Holocausto Africano ou Holocausto da Escravidão para se referir ao período.
O Império Português foi o primeiro a se engajar no comércio de escravos para o Novo Mundo no século XVI e outros logo o seguiram. Os donos dos navios negreiros consideravam os escravos como uma carga que deveria transportada para a América da maneira mais rápida e barata possível, para então serem vendidos para o trabalho escravo em lavouras de café, tabaco, cacau, açúcar e algodão, nas minas de ouro e prata, campos de arroz, de indústria de construção, corte de madeira e como empregados domésticos. Os primeiros africanos importados para as colônias inglesas eram classificados como "servos contratados" e também como "aprendizes para toda a vida". Em meados do século XVII, a escravidão tinha se consolidado como uma casta racial; os escravos negros e seus descendentes eram oficialmente uma propriedade de seus proprietários e as crianças nascidas de mães escravas também eram consideradas escravas. Enquanto uma propriedade, as pessoas eram consideradas um tipo de mercadoria ou unidades de trabalho e eram vendidas em mercados populares, ao lado de outros produtos e serviços. Os principais comerciantes de escravos do Atlântico, ordenados por volume de comércio, foram: os impérios Português, Britânico, Francês, Espanhol e Neerlandês, além dos Estados Unidos (especialmente a região sul). Eles estabeleceram postos avançados na costa africana onde adquiriram escravos de líderes africanos locais. As estimativas atuais são de que aproximadamente 12 milhões de africanos foram enviados através do Atlântico, embora o número de pessoas compradas pelos comerciantes de escravos seja consideravelmente maior.

## Períodos

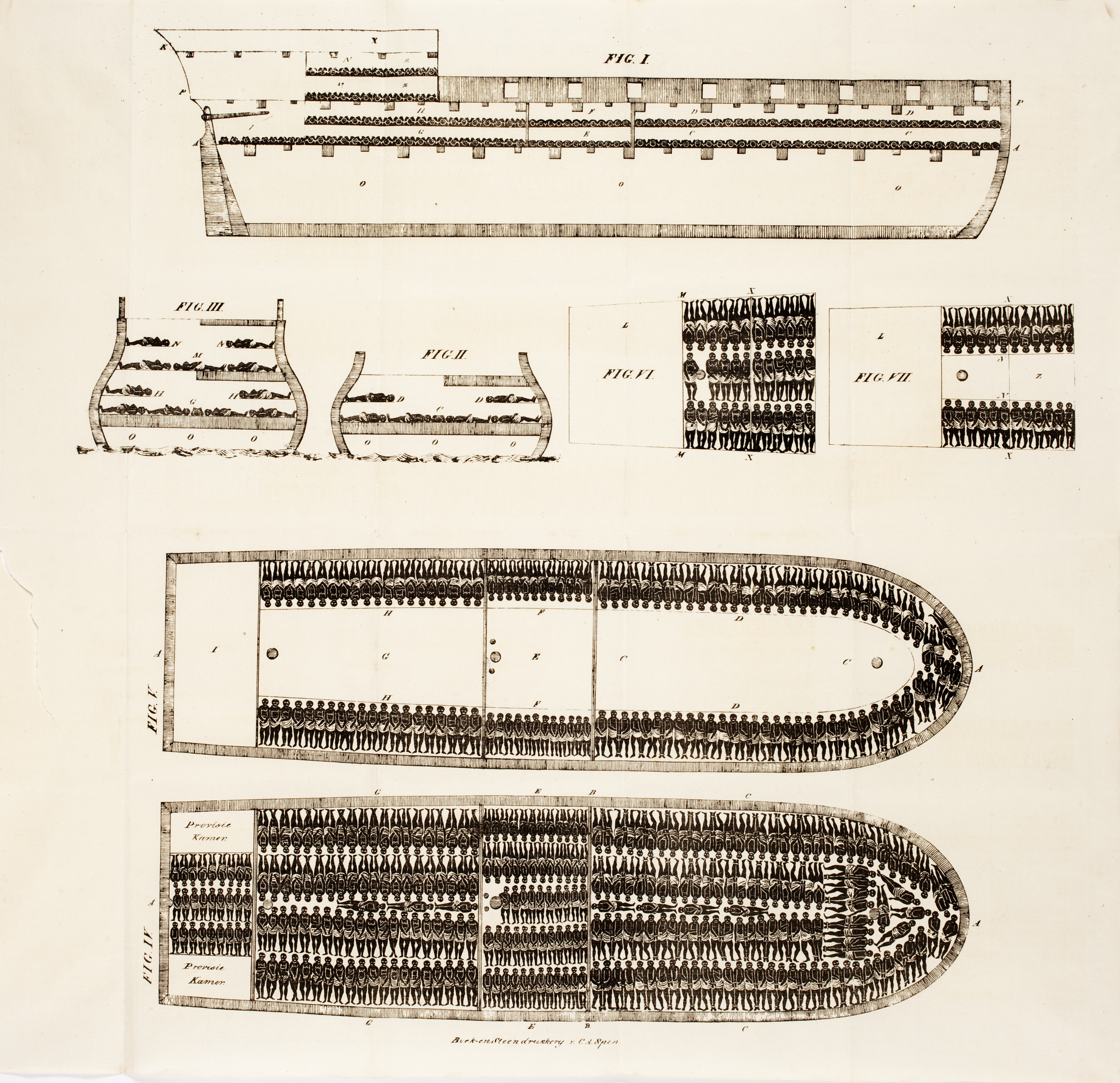
Diagrama de um navio negreiro britânico (1822)

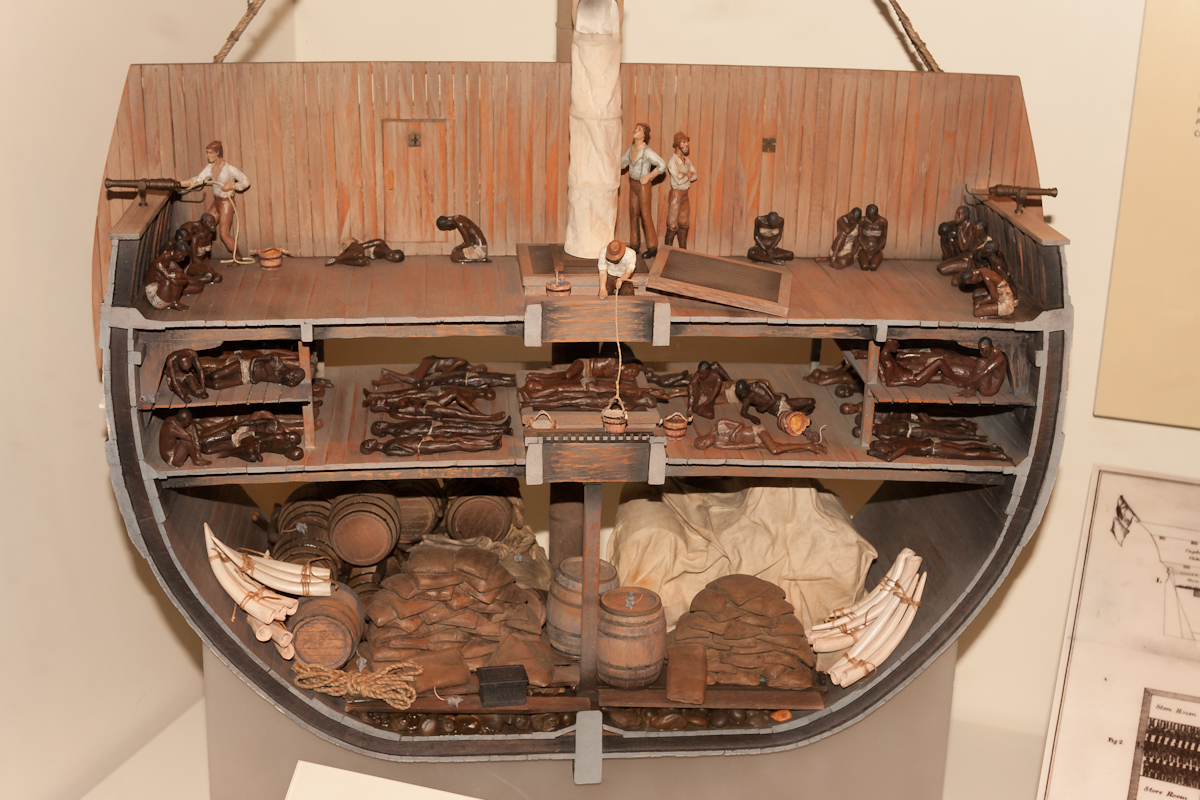
Maquete do interior de um navio negreiro

A escravidão passou a ser justificada por razões morais e religiosas. Ela é baseada na crença da suposta superioridade racial e cultural dos europeus. O tráfico de escravos africanos se dividiu em quatro fases:
1. Ciclo da Guiné (século XVI);
2. Ciclo de Angola (século XVII): traficou congos, ambundos, benguelas e ovambos;
3. Ciclo da Costa da Mina, hoje chamado Ciclo de Benim e Daomé (século XVIII- 1815): traficou iorubás, jejes, minas, hauçás, nupés e bornus;
4. período de tráfico ilegal, reprimido pela Inglaterra (1815-1851).[14]

| Destino                                       | Porcentagem |
| --------------------------------------------- | ----------- |
| América Portuguesa                            | 38,5%       |
| América Britânica (exceto a América do Norte) | 18,4%       |
| América Espanhola                             | 17,5%       |
| América Francesa                              | 13,6%       |
| América do Norte Britânica                    | 6,45%       |
| América Inglesa                               | 3,25%       |
| Antilhas Neerlandesas                         | 2,0%        |
| Índias Ocidentais Dinamarquesas               | 0,3%        |

O número de africanos que desembarcou em cada área pode ser calculado levando-se em consideração que o total de escravos foi próximo de 10 milhões.

## Regiões

### África

Principais regiões de comércio de escravos na África entre os séculos XV e XIX

A escravidão foi praticada em algumas regiões de África, Europa, Ásia e América durante muitos séculos antes do início do comércio de escravos pelo Atlântico. Há evidências de que havia escravização de pessoas de alguns Estados africanos e que elas eram exportadas para outros Estados de África, Europa e Ásia, antes do início da colonização europeia da América. O comércio de escravos africanos forneceu um grande número de escravos para os europeus e muitos mais para países muçulmanos.
O comércio de escravos no Atlântico não foi o único comércio de escravos da África, embora tenha sido o maior em volume e intensidade. Como Elikia M'Bokolo escreveu no Le Monde diplomatique:
"O continente africano foi sangrado dos seus recursos humanos através de todas as rotas possíveis. Do outro lado do Saara, através do Mar Vermelho, a partir dos portos do Oceano Índico e do outro lado do Atlântico. Pelo menos dez séculos de escravidão para o benefício dos países muçulmanos (do nono para o décimo nono) .... Quatro milhões de pessoas escravizadas exportadas através do Mar Vermelho, outra de quatro milhões [20] através dos portos suaíli do Oceano Índico, talvez até nove milhões ao longo da rota de caravanas transaarianas e de onze a vinte milhões de negros (dependendo do autor) através do Oceano Atlântico."
De acordo com John K. Thornton, os europeus geralmente compravam pessoas escravizadas que eram capturadas em guerras endêmicas entre os Estados africanos. Alguns africanos negociavam outros africanos capturados de grupos étnicos vizinhos ou prisioneiros de guerra e vendia-os para os europeus. Um lembrete desta prática é documentado em Slave Trade Debates of England no início do século XIX: "Todos os antigos escritores ... concordam em afirmar não só que as guerras são celebradas com o único propósito de fazer escravos, mas que eles são fomentadas pelos europeus, com vista a esse objetivo". Os povos que viviam em torno do rio Níger foram transportados a partir desses mercados para o litoral e vendidos em portos comerciais europeus em troca de mosquetes e de produtos manufaturados, como roupas ou álcool. No entanto, a demanda europeia por escravos proporcionou um grande e novo mercado para o comércio já existente. Enquanto aqueles mantidos em escravidão em sua própria região da África podiam tentar escapar, aqueles enviados para fora tinham pouca chance de voltar para a sua terra natal.

### América
O uso de mão de obra africana no Caribe e no sul das colônias inglesas da América do Norte formou uma grande rede empresarial que comprava escravos já apresados no litoral de Angola e Guiné, trazendo-os para a América. O tráfico de escravos causou verdadeira sangria na África: alimentou guerras internas, abalou organizações tradicionais, destruiu reinos, tribos e clãs e matou criminosamente milhões de negros.[carece de fontes?]
Os primeiros escravos negros chegaram ao Brasil entre 1539 e 1542, na Capitania de Pernambuco, primeira parte da colônia onde a cultura canavieira desenvolveu-se efetivamente. Foi uma tentativa de solução à "falta de braços para a lavoura", como se dizia então. Os principais portos de desembarque de cativos africanos foram, entre os séculos XVI e XVII, os do Recife e de Salvador, e entre os séculos XVIII e XIX, os do Rio de Janeiro e de Salvador — de onde uma parte seguiu para as Minas Gerais e para as plantações de café do Vale do Paraíba. A distância entre os portos de embarque (na África) e desembarque (no Brasil) era um fator determinante.[carece de fontes?]
Na América do Sul, o tráfico foi muito intenso, principalmente na América portuguesa. Os portugueses já usavam o negro como escravo antes da colonização do Brasil, nas ilhas da Madeira, Açores e Cabo Verde. Para Portugal continental deixou de haver tráfico de escravos com a proibição de recurso a escravos neste território pelo Marquês de Pombal em 1761. O tráfico para o Brasil, embora ilegal a partir de 1830, somente cessou em torno de 1850, após a aprovação de uma lei de autoria de Eusébio de Queirós, depois de intensa pressão do governo britânico, interessado no desenvolvimento do trabalho livre para a ampliação do mercado consumidor. Note-se que no Brasil os britânicos pagavam menos impostos de comércio que os próprios locais e chegaram até a ter um sistema judicial paralelo. Exportar bens britânicos para o Brasil era mais lucrativo que investir no negócio da escravatura.[carece de fontes?]

## Viagem

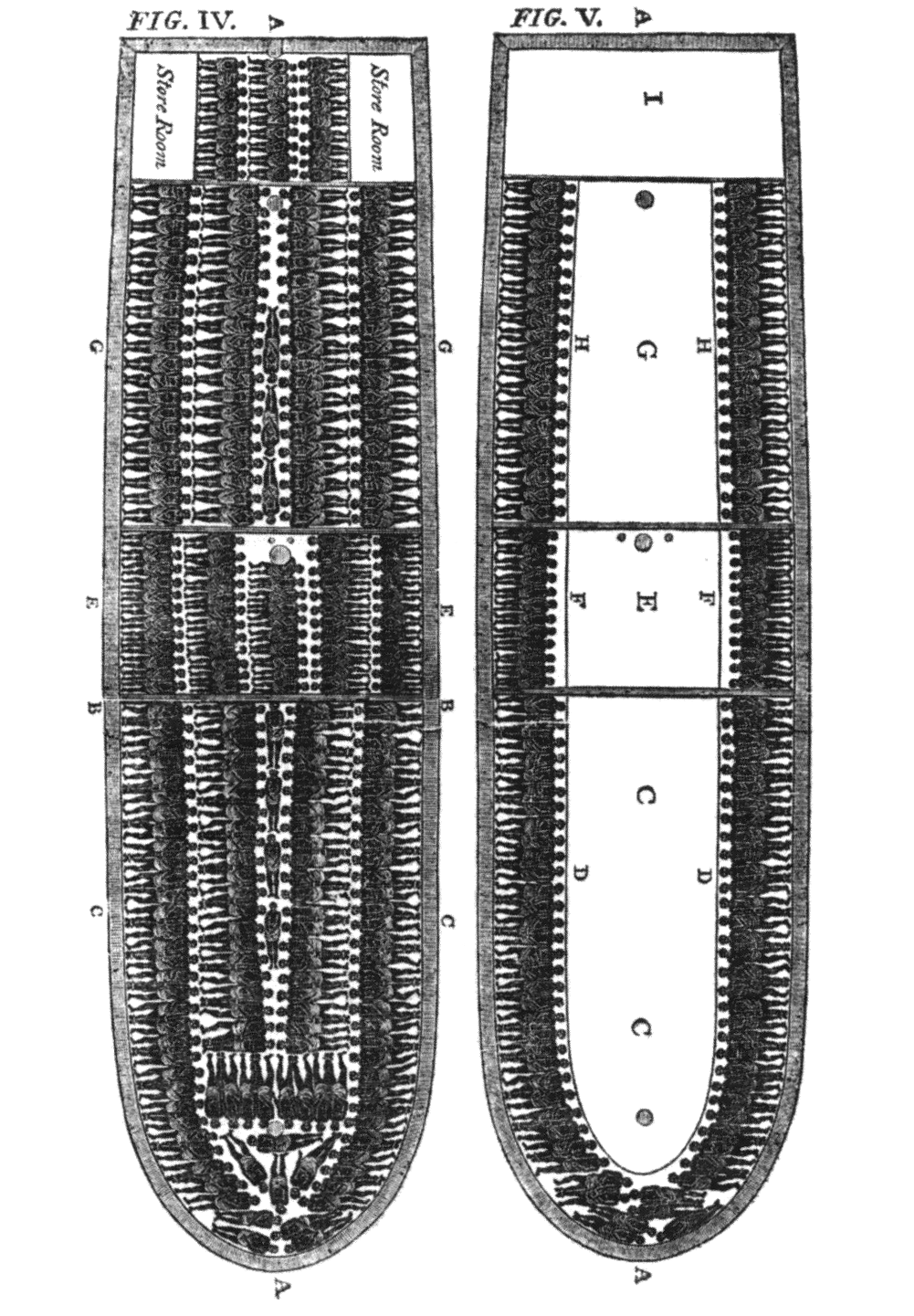
Diagrama de um navio negreiro do tráfico de escravos do Atlântico. (De um resumo da evidência entregue antes de um comitê seleto da Câmara dos Comuns em 1790 e 1791.)

A duração da viagem transatlântica variou amplamente, de um a seis meses, dependendo das condições climáticas. A jornada tornou-se mais eficiente ao longo dos séculos; enquanto uma viagem transatlântica média do início do século XVI durou vários meses, no final do século XIX, a travessia exigia menos de seis semanas.
Acredita-se que reis africanos, senhores da guerra e sequestradores privados tenham vendido cativos para europeus que detinham vários fortes costeiros. Os prisioneiros costumavam ser forçados a esses portos ao longo da costa ocidental da África, onde foram mantidos para venda aos comerciantes de escravos europeus ou americanos em barracões. Navios negreiros típicos continham várias centenas de escravos com cerca de 30 membros da tripulação.
Os cativos eram normalmente encadeados em pares para economizar espaço: perna direita para a perna esquerda do próximo homem, enquanto mulheres e crianças podiam ter um pouco mais de espaço. As cadeias ou os punhos das mãos e das pernas eram conhecidos como bilboes, que estavam entre as muitas ferramentas do tráfico de escravos, e que sempre foram escassos. Bilboes eram usados principalmente em homens: consistiam de dois grilhões de ferro trancados em um poste e geralmente eram presos ao redor dos tornozelos de dois homens. Na melhor das hipóteses, os prisioneiros foram alimentados com feijão, milho, inhame, arroz e óleo de palma. Na pior, eram alimentados com uma refeição por dia com água. Quando a comida era escassa, os proprietários de escravos teriam prioridade sobre os escravos.[carece de fontes?] Às vezes, os cativos podiam se deslocar durante o dia, mas muitos navios mantiveram os grilhões durante a árdua jornada. A bordo de certos navios franceses, os escravos foram trazidos no convés para receber periodicamente ar fresco. Enquanto as escravas eram tipicamente autorizadas a estar no convés com mais freqüência, os escravos homens seriam observados de perto para evitar revoltas quando acima do convés.

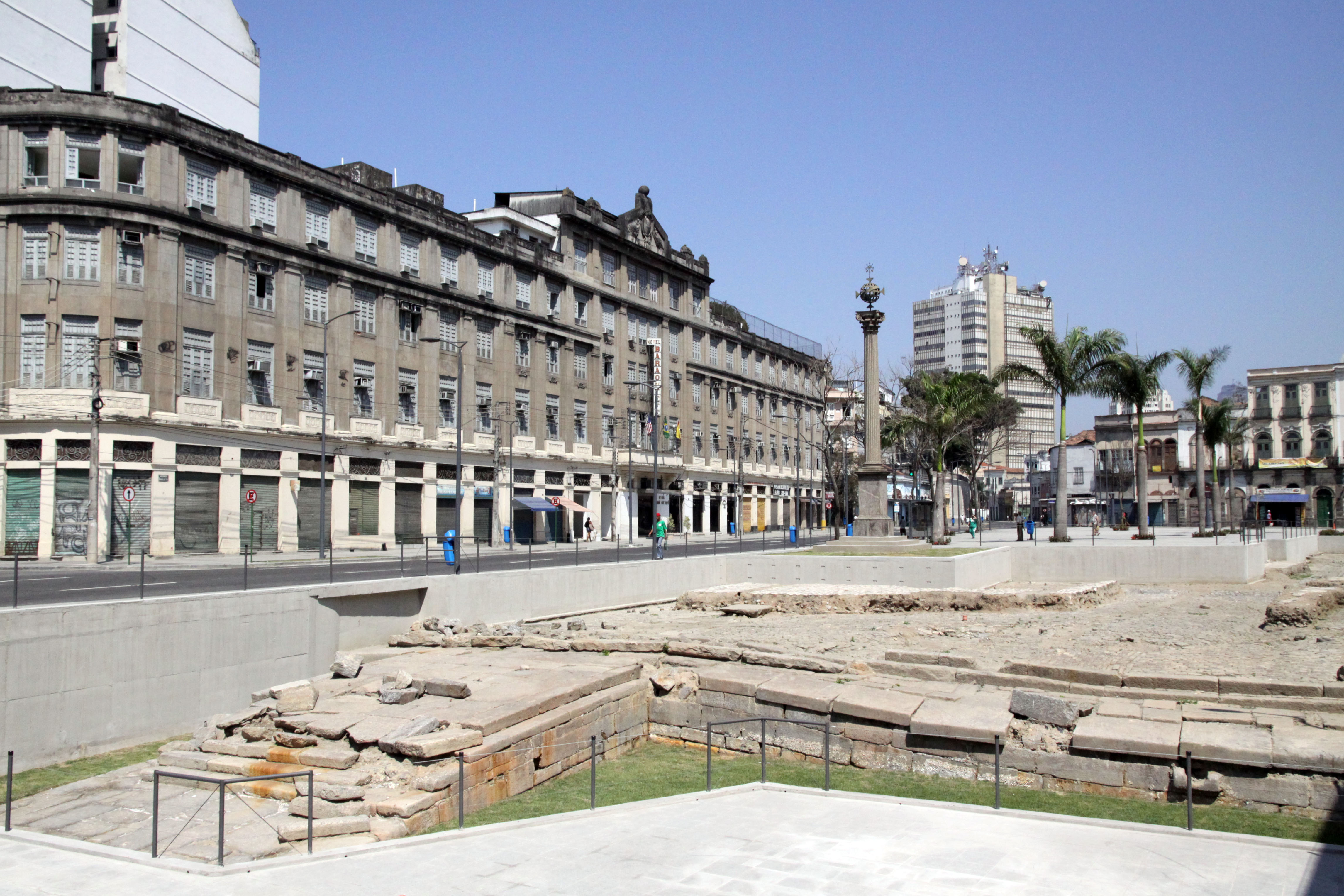
Cais do Valongo, no Rio de Janeiro, Brasil, um Patrimônio Mundial pela UNESCO e o único vestígio material da chegada dos africanos escravizados nas Américas

Escravos abaixo do convés viveram por meses em condições de miséria e horror indescritíveis. Os espaços apertados eram terreno propício para doenças contagiosas. As taxas de mortalidade foram elevadas, e a morte tornou essas condições abaixo dos decks ainda piores. Embora os cadáveres fossem habitualmente jogados ao mar, muitos membros da tripulação evitavam ir ao porão, por isso os escravos que já tinham falecido nem sempre eram  encontrados imediatamente. Muitos dos escravos que ainda viviam  poderiam permanecer algemados aos cadáveres  durante  horas e, às vezes, dias.
A maioria dos historiadores contemporâneos estima que entre 9,4 e 12 milhões de africanos chegaram ao Novo Mundo. A doença e a fome, devido ao comprimento da passagem, foram os principais contribuintes para o número de mortos com disenteria amebiana e escorbuto, causando a maioria das mortes. Além disso, surtos de varíola, sífilis, sarampo e outras doenças se espalharam rapidamente nos compartimentos fechados.[carece de fontes?]
A taxa de morte aumentou com a duração da viagem, uma vez que a incidência de disenteria e de escorbuto aumentou com períodos mais longos no mar à medida que a qualidade e a quantidade de alimentos e água diminuíram. Além da doença física, muitos escravos ficaram muito deprimidos para comer ou funcionar de forma eficiente devido a perda de liberdade, família, segurança e sua própria humanidade.[carece de fontes?]

### Tecnologias de vela
A necessidade de lucros na economia de mercado atlântica do século XVIII levou mudanças nos projetos dos navios e na gestão da carga humana, que incluiu os africanos escravizados e a tripulação principalmente branca. As melhorias no fluxo de ar a bordo dos navios ajudaram a diminuir a taxa de mortalidade infame que estes navios se tornaram conhecidos durante os séculos XVI e XVII. Os novos projetos que permitiram que os navios navegassem mais rápido e na boca dos rios asseguraram o acesso a muitos outros lugares de escravidão ao longo da costa da África Ocidental. O valor monetário dos africanos escravizados em qualquer bloco americano de leilões em meados do século XVIII variou entre US$ 800 e US$ 1 200, o que, nos tempos modernos, equivaleria a US$ 32 mil a 48 mil cada um (US$ 100, agora vale US$ 4 mil devido à inflação). Portanto, capitães de navio e investidores procuraram tecnologias que protegeriam sua carga humana.
Durante o auge do comércio de escravos do Atlântico (1570-1808), os navios de escravos eram normalmente menores do que os navios de carga tradicionais, com a maioria dos navios de escravos pesando entre 150 e 250 toneladas. Isso equivale a cerca de 350 a 450 africanos escravizados em cada navio negreiro, ou 1,5 a 2,4 por tonelada. Os navios ingleses do tempo normalmente caíram no lado maior desse espectro e os franceses no lado menor. Os navios propositadamente concebidos para serem menores e mais manobráveis deveriam navegar os rios costeiros africanos para os portos mais distantes do interior; Esses navios, portanto, aumentaram os efeitos do tráfico de escravos na África. Além disso, os tamanhos dos navios aumentaram ligeiramente ao longo dos anos 1700; No entanto, o número de africanos escravizados por navio permaneceu o mesmo. Essa redução na proporção de africanos escravizados para a tonelagem do navio foi projetada para aumentar a quantidade de espaço por pessoa e, assim, melhorar as chances de sobrevivência de todos a bordo. Esses navios também possuíam plataformas de armazenamento temporário que estavam separadas por uma treliça aberta ou grade anteparo. Os mestres de navios presumivelmente usariam essas câmaras para dividir os africanos escravizados e ajudar a prevenir o motim. Alguns navios desenvolvidos pela virada do século XIX, mesmo que as portas de ventilação foram construídas nos lados e entre as portas das armas (com escotilhas para evitar condições climáticas incômodas). Esses projetos de plataforma aberta aumentaram o fluxo de ar e, portanto, ajudaram a melhorar as taxas de sobrevivência, diminuindo as potenciais perdas de investimento.
Outro fator importante na "proteção da carga" foi o aumento do conhecimento de doenças e medicamentos (juntamente com a inclusão de uma variedade de medicamentos nos navios). Primeiro a Companhia Holandesa das Índias Orientais no século XVIII, seguido por alguns outros países e empresas no final dos anos 18 no início do século XIX, tentaram a inclusão de cirurgiões e outros profissionais médicos a bordo de seus navios, foi um esforço que provou ser muito caro para os benefícios. Então, em vez de incluir pessoal médico, eles apenas abasteceram os navios com uma grande variedade de medicamentos, enquanto isso era melhor do que nenhum medicamento, sem a inclusão de pessoal médico, a taxa de mortalidade ainda era muito alta no século XVIII.

### Tratamento e resistência do escravo

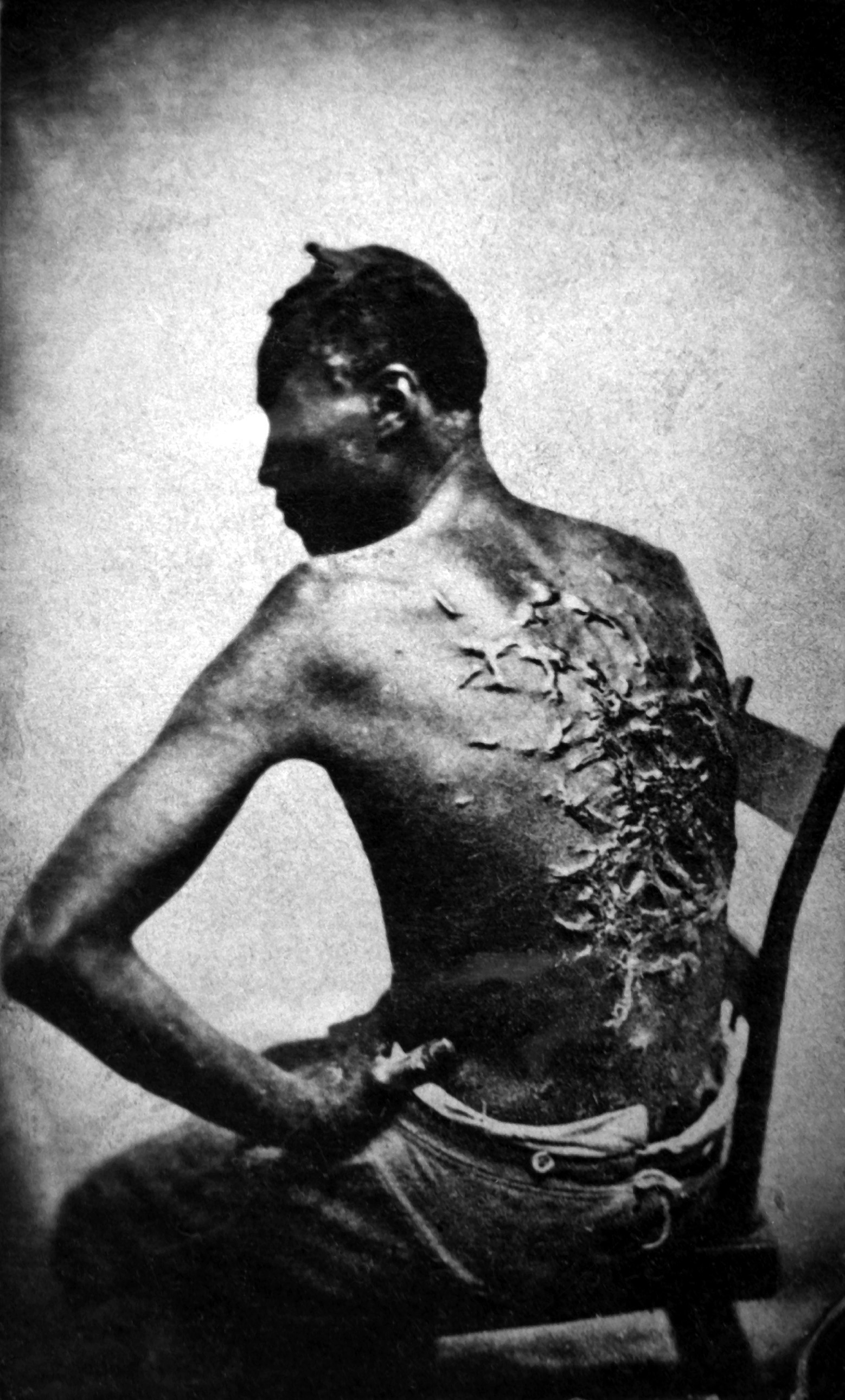
Uma foto de 1863 de Gordon, um escravo açoitado, distribuída no Norte durante a Guerra Civil Americana.

O tratamento aos escravos foi cruel e repressivo, homens e mulheres africanos capturados eram considerados como sendo inferiores a humanos; Eles eram "carga", ou "bens", e tratados como tal; Eles foram transportados para comercialização. As mulheres com crianças não eram tão desejáveis porque ocupavam muito espaço e as crianças não eram procuradas por causa da manutenção diária. Por exemplo, o Zong, um negreiro britânico, levou muitos escravos em uma viagem ao Novo Mundo em 1781. A superlotação combinada com desnutrição e doença matou vários membros da equipe e cerca de 60 escravos. O mau tempo fez a viagem do Zong lenta e a falta de água potável tornou-se uma preocupação. A tripulação decidiu afogar alguns escravos no mar, para conservar a água e permitir que os proprietários coletem seguros de carga perdida. Cerca de 130 escravos foram mortos e um número escolheu se matar desafiando, pulando na água de bom grado. O incidente Zong tornou-se combustível para o movimento abolicionista e um importante processo judicial, uma vez que a companhia de seguros se recusou a compensar a perda.[carece de fontes?]
O castigo e a tortura dos escravos eram muito comuns. Chicoteamento e uso do cat o' nine tails eram uma ocorrência comum; As mulheres grávidas nos navios que tinham seus bebês a bordo arriscavam a chance de seus filhos serem mortos, para que as mães fossem vendidas. As piores punições foram para rebelião; Em um caso, um capitão puniu uma rebelião fracassada matando imediatamente um escravo envolvido e forçando outros dois escravos a comer seu coração e fígado.

#### Suicídio
Os escravos resistiram de várias maneiras. Os dois tipos mais comuns de resistência foram a recusa de comer e o suicídio. O suicídio foi uma ocorrência freqüente, muitas vezes por recusa de alimentos ou medicamentos ou saltando ao mar, bem como por uma variedade de outros meios oportunistas. Ao longo dos séculos, alguns povos africanos, como o Kru, passou a ser entendido como tendo um valor de qualidade inferior, como escravos, porque eles desenvolveram uma reputação de ser muito orgulhosos pela escravidão e por tentar suicídio imediatamente depois de perder sua liberdade.
Ambos suicídio e morte por fome eram impedidos, tanto quanto possível; Os escravos eram muitas vezes alimentados ou torturados até que comessem, embora alguns ainda conseguissem morrer de fome; Os escravos eram bem sucedidos, especialmente em saltar ao mar. Muitas vezes, quando uma revolta falhava, os amotinadores iriam "em massa" para o mar. Os escravos geralmente acreditavam que, se eles pulassem ao mar, eles seriam devolvidos à família e amigos na sua aldeia ou aos seus antepassados no além.

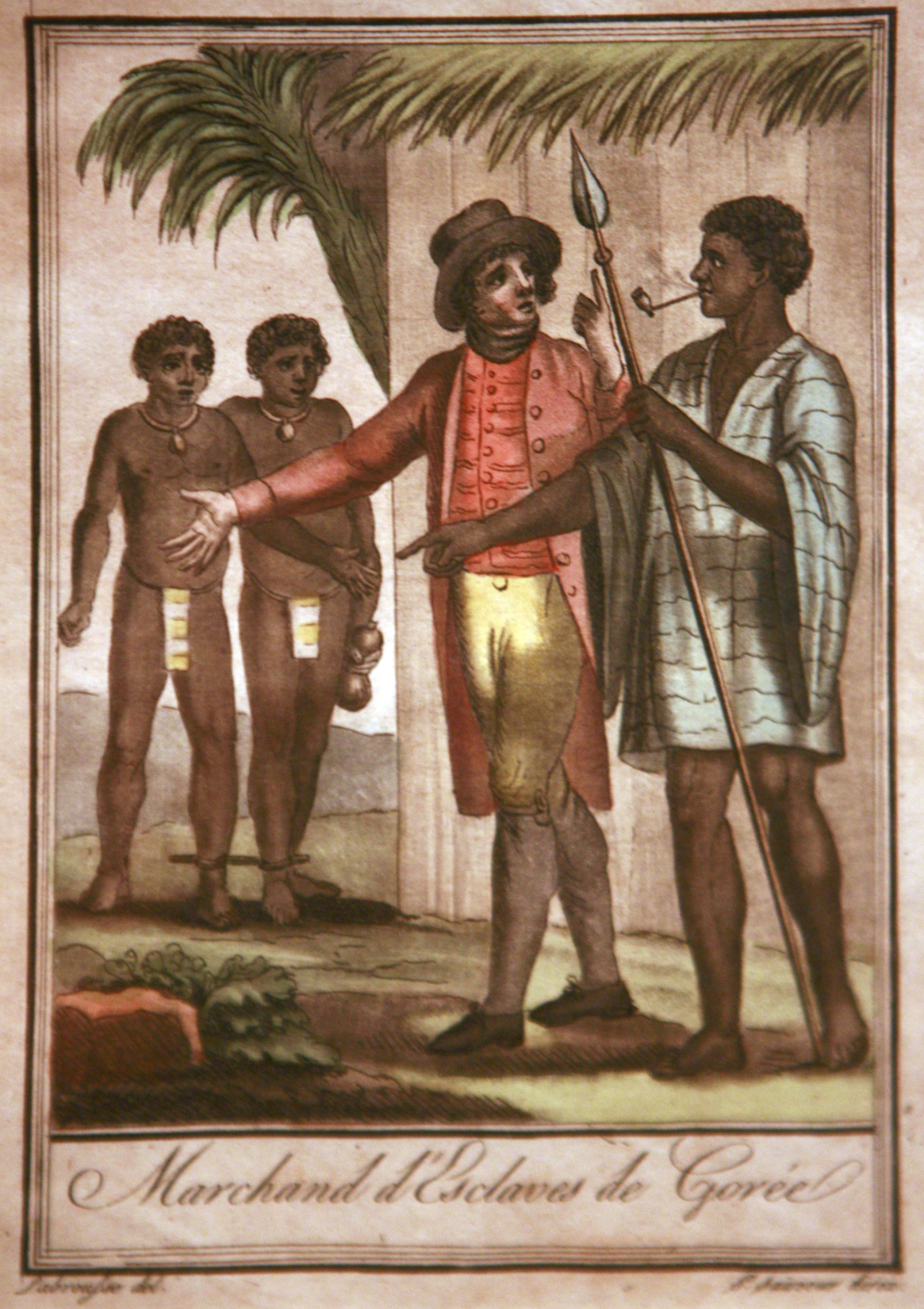
Negociantes de escravos em Gorée, Senegal, século XVIII

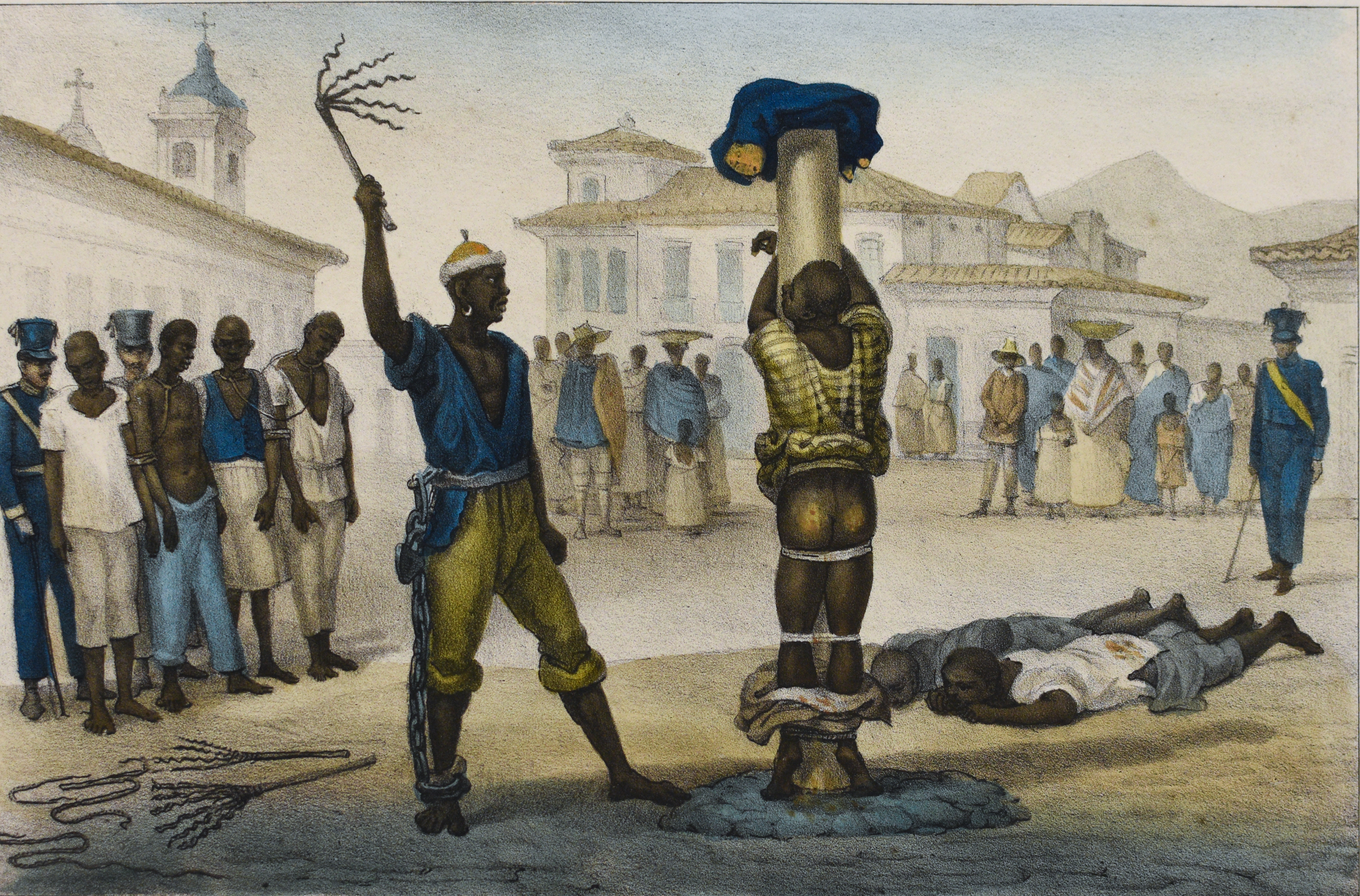
A flagelação pública de um escravo no Rio de Janeiro, Brasil, por Jean-Baptiste Debret, Voyage pittoresque et Historique au Brésil (1834-1839)

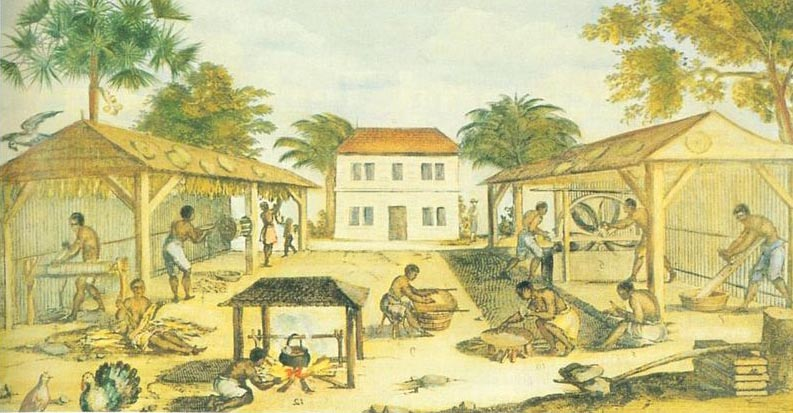
Escravos processando tabaco na Virgínia do século XVII

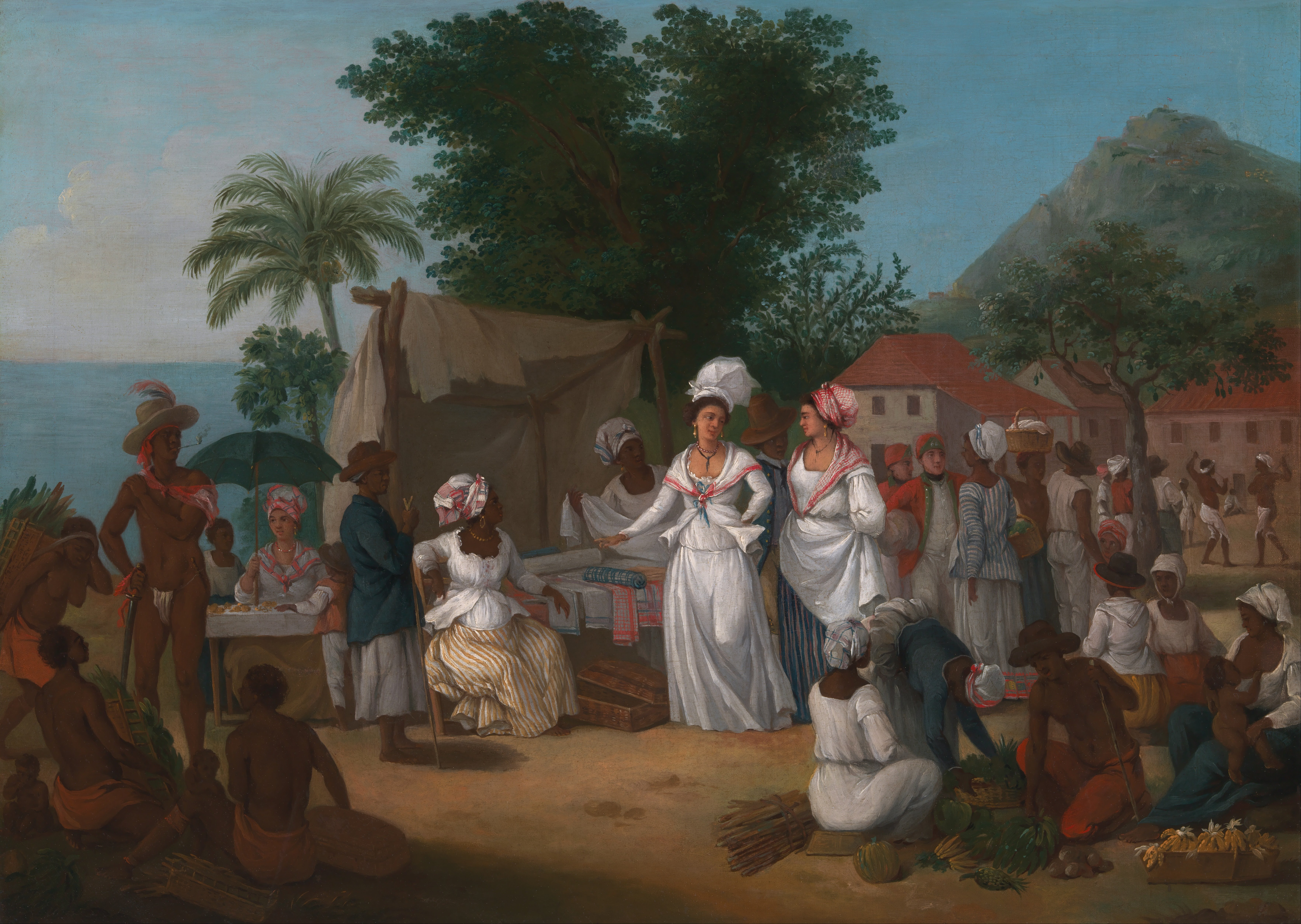
Um mercado de linho com africanos escravizados. Índias Ocidentais, por volta de 1780

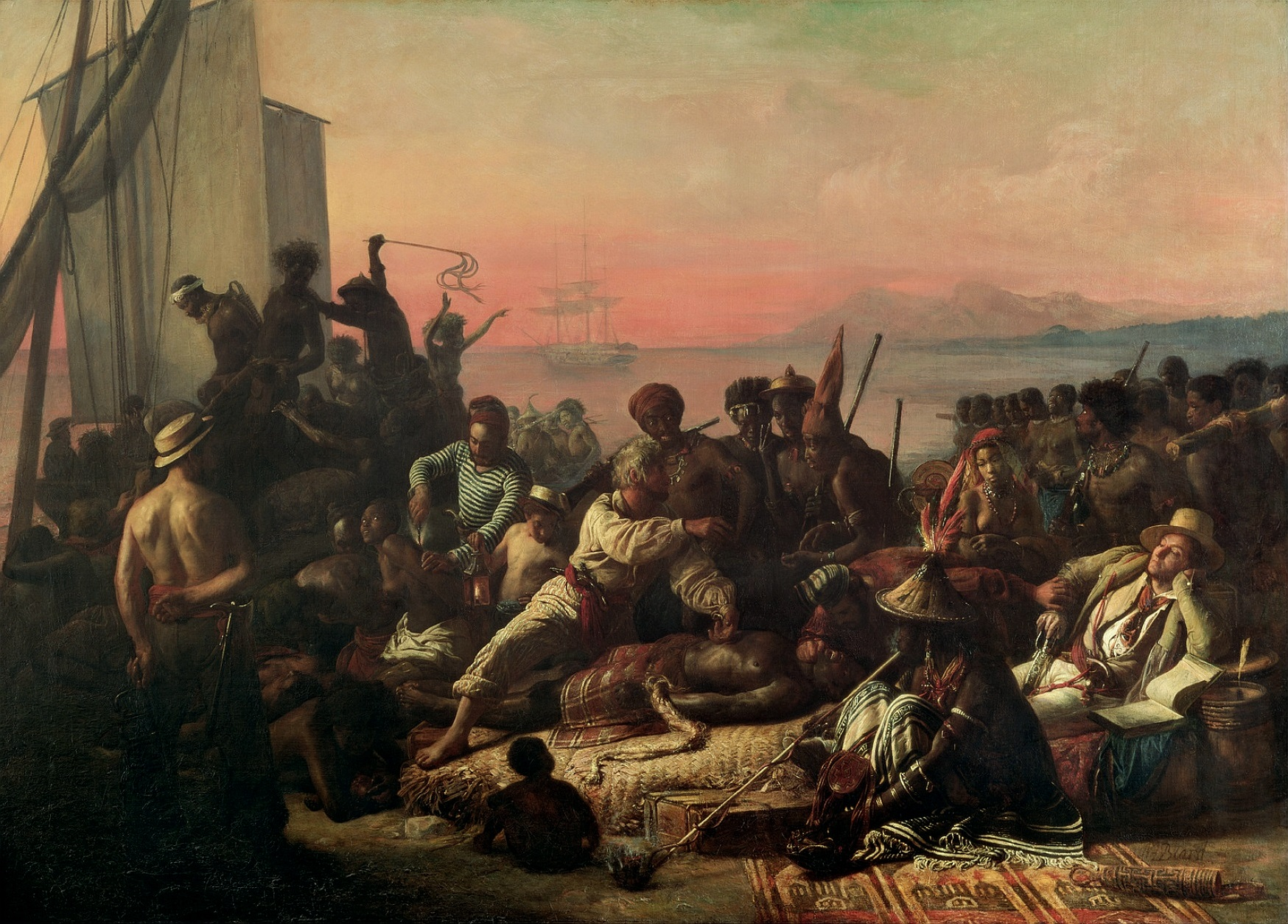
"O tráfico de escravos" por Auguste François Biard, 1840

O suicídio saltando ao mar foi um problema que os capitães tiveram que abordá-lo diretamente em muitos casos. Eles usaram os tubarões que seguiram os navios como uma arma terrorista. Um capitão, que teve uma erupção de suicídios em seu navio, pegou uma mulher e abaixou-a na água em uma corda e a puxou para fora o mais rápido possível. Quando ela apareceu, os tubarões já a mataram e morderam a metade inferior de seu corpo.

#### Identidade e Comunicação
Para interagir uns com os outros na viagem, os escravos criaram um sistema de comunicação sem o conhecimento dos europeus: Eles construíram coros nas passagens usando suas vozes, corpos e navios próprios; O design oco dos navios permitiu aos escravos usá-los como instrumentos de percussão e amplificar suas músicas. Esta combinação de "instrumentos" era tanto um caminho para que os escravos se comunicassem como também criasse uma nova identidade, uma vez que os europeus tentaram tirá-los disso. Embora a maioria dos escravos provenha de várias regiões em torno da África, sua situação permitiu que eles se juntassem e criassem uma nova cultura e identidade a bordo dos navios com uma linguagem e um método comuns de comunicação:
As sondagens de chamada e resposta permitiram que homens e mulheres que falassem línguas diferentes se comunicassem sobre as condições do seu cativeiro. Na verdade, a bordo das "Hubridas", o que começou como sopros e se transformou em canção surgiu em breve nos gritos e gritos de revolta coordenada.
Esta comunicação era uma subversão direta da autoridade europeia e permitia que os escravos tivessem uma forma de poder e identidade proibida. Além disso, essa organização e a aproximação permitiram revoltas e levantes para realmente ser coordenados e bem sucedidos às vezes.

#### Levantamentos
As revoltas dos escravos eram bastante comuns, mas poucas foram bem sucedidas (notavelmente sobre a La Amistad, que teve um efeito fundamental no Abolicionismo nos Estados Unidos).
Quando nos encontramos finalmente levados, a morte era mais preferível do que a vida, e um plano foi concertado entre nós, para que pudéssemos queimar, explodir o navio e perecer todos juntos nas chamas.
O número de participantes variou amplamente, muitas vezes as revoltas terminariam com a morte de alguns escravos e tripulantes, e os rebeldes sobreviventes foram punidos ou executados para serem feitos exemplos para o resto dos escravos a bordo.[carece de fontes?]

#### Religião africana
Os escravos também resistiram através de certas manifestações de suas religiões e mitologia. Eles apelariam aos seus deuses por proteção e vingança aos seus captores, e também tentariam curar e de outra forma prejudicar a tripulação usando ídolos e fetiches. Uma equipe encontrou fetiches em seu abastecimento de água, colocada por escravos que acreditavam que iria matar todos os que beberam dela.

### Marinheiros e tripulação
Enquanto os proprietários e capitães de navios escravos podiam esperar grandes lucros, os marinheiros eram muitas vezes mal pagos e sujeitos a uma brutal disciplina. Uma taxa de mortalidade de tripulação de cerca de 20% era esperada durante uma viagem, com os marinheiros morrendo como resultado de doenças, flagelação ou levante de escravos.
Os marinheiros eram frequentemente empregados através da coerção, como eles geralmente conheciam e odiavam o tráfico de escravos. Nas cidades portuárias, os recrutadores e proprietários de tabernas induzem os marinheiros a ficarem muito bêbados (e endividados) e, em seguida, oferecerem aliviar suas dívidas se assinassem contratos com navios escravos. Se não o fizesse, seriam presos. Os marinheiros na prisão tiveram dificuldade em conseguir empregos fora da indústria de navios escravos, já que a maioria das outras indústrias marítimas não contratariam "pássaros de prisão", então eles foram obrigados a ir aos navios escravos de qualquer maneira.

## Declínio e fim
No Reino Unido, Estados Unidos, Portugal e em outras partes da Europa, uma forte oposição foi desenvolvida contra o comércio de escravos. A Dinamarca, que tinha sido ativa no tráfico de escravos, foi o primeiro país a proibir o comércio através de uma legislação de 1792, que entrou em vigor em 1803. O Reino Unido proibiu o comércio de escravos em 1807, impondo pesadas multas para qualquer escravo encontrado a bordo de um navio britânico (ver Ato contra o Comércio de Escravos de 1807). A Marinha Real Britânica, que na época controlava os mares do mundo, começou a impedir que outras nações continuassem a praticar o comércio de escravos e declarou que o tráfico negreiro era igual a pirataria e era punível com a morte. O Congresso dos Estados Unidos aprovou a Lei de Comércio de Escravos de 1794, que proibiu a construção ou armamento de navios nos Estados Unidos para o uso no comércio de escravos. Em 1807, o congresso estadunidense proibiu a importação de escravos a partir de 1 de janeiro de 1808, a primeira data permitida pela Constituição dos Estados Unidos para tal proibição.

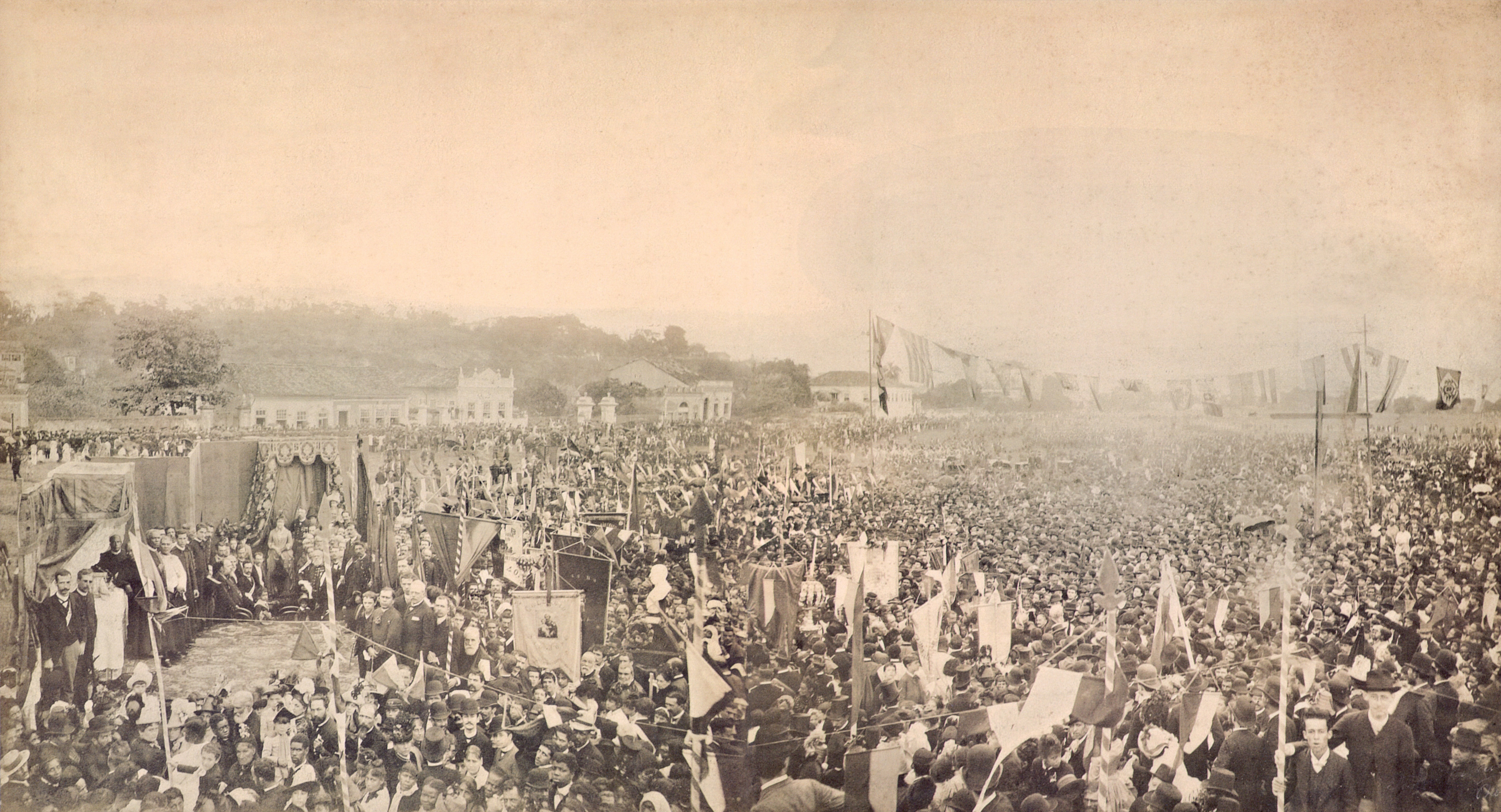
Missa campal no Rio de Janeiro, reúne a princesa Isabel e cerca de vinte mil pessoas para celebrar a Lei Áurea, em 1888. O Brasil foi o último país a proibir o comércio de escravos no Atlântico

O último navio negreiro registrado a atracar em solo estadunidense foi o Clotilda, que em 1859 contrabandeou ilegalmente vários africanos na cidade de Mobile, no Alabama. Os africanos a bordo foram vendidos como escravos; no entanto, a escravidão nos Estados Unidos foi abolida cinco anos mais tarde, após o fim da Guerra Civil Americana, em 1865. O último sobrevivente da viagem foi Cudjoe Lewis, que morreu em 1935. O último país a proibir o comércio de escravos no Atlântico foi o Brasil, em 1831. No entanto, um comércio ilegal vibrante continuou a enviar uma grande quantidade de pessoas escravizadas para o Brasil e também para Cuba, até a década de 1860, quando a pressão dos britânicos finalmente pôs fim ao comércio atlântico.
O historiador Walter Rodney afirma que foi uma queda na rentabilidade das operações triangulares que tornou possível que certos sentimentos humanos básicos para se consolidar as críticas contra o tráfico negreiro no Atlântico. Rodney afirma que as mudanças na produtividade, na tecnologia e nos padrões de intercâmbio na Europa e na América impulsionou a decisão dos britânicos de acabar com a sua participação no comércio de escravos em 1807.[carece de fontes?]

## Legado

### Diáspora africana

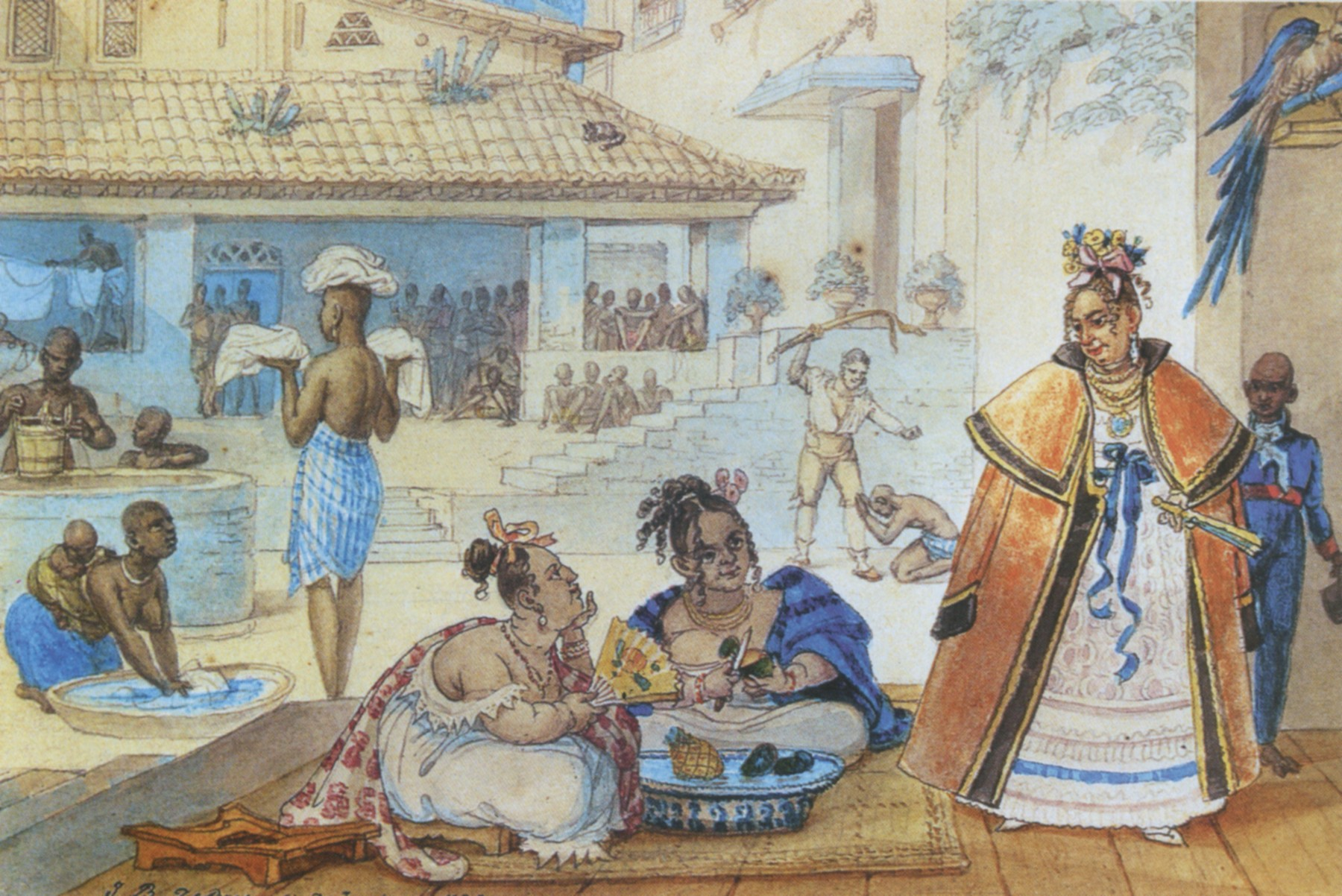
Escravos domésticos no Brasil em 1820, por Jean-Baptiste Debret

A diáspora africana, que foi originada pelo comércio de escravos, tem sido uma parte entrelaçada e complexa da história e da cultura norte-americana. Nos Estados Unidos, o sucesso do livro Roots: The Saga of an American Family (1976), de Alex Haley, e a subsequente minissérie de televisão Raízes, baseada na obra e transmitida pela rede American Broadcasting Company em janeiro de 1977, levou a um aumento da valorização do patrimônio e da cultura africana entre a comunidade afro-americana.
A influência destes levaram muitos afro-americanos a começar a pesquisar as histórias de suas famílias e a fazer visitas a África Ocidental. Por sua vez, a indústria do turismo cresceu para atender a esta demanda. Um exemplo notável disso é o Roots Homecoming Festival, realizado anualmente na Gâmbia, em que os rituais são realizados por meio do qual os afro-americanos podem simbolicamente "voltar para casa", para a África. No entanto, existem algumas controvérsias entre os afro-americanos e as autoridades africanas sobre como exibir locais históricos que estiveram envolvidos no comércio de escravos no Atlântico ao público: muitos criticam a maneira comercial como isso ocorre.

### Movimentos negros

Bandeira do movimento Rastafári

Em 1816, um grupo de ricos europeus-americanos, entre abolicionistas e segregacionistas raciais, fundou a American Colonization Society, com o desejo expresso de devolver os afro-americanos que estavam no território dos Estados Unidos para a África Ocidental. Em 1820, eles enviaram seu primeiro navio para a Libéria e, dentro de uma década, em torno de dois mil afro-americanos foram levados ao país africano. Tal re-assentamento continuou ao longo do século XIX, com o aumento da deterioração das relações raciais nos estados do Sul dos Estados Unidos durante a Reconstrução dos Estados Unidos, em 1877.
O movimento Rastafári, que teve origem na Jamaica, uma ilha do Caribe onde 98% da população é descendente de vítimas do tráfico de escravos do Atlântico, tem feito grandes esforços para divulgar a escravidão e para garantir que ela não seja esquecida, especialmente através da música reggae.

### Desculpas formais
Em 1998, a UNESCO, das Nações Unidas designou o dia 23 de agosto como o "Dia Internacional de Recordação do Tráfico de Escravos e de sua Abolição". Desde então, tem havido uma série de eventos que reconhecem os efeitos da escravidão.

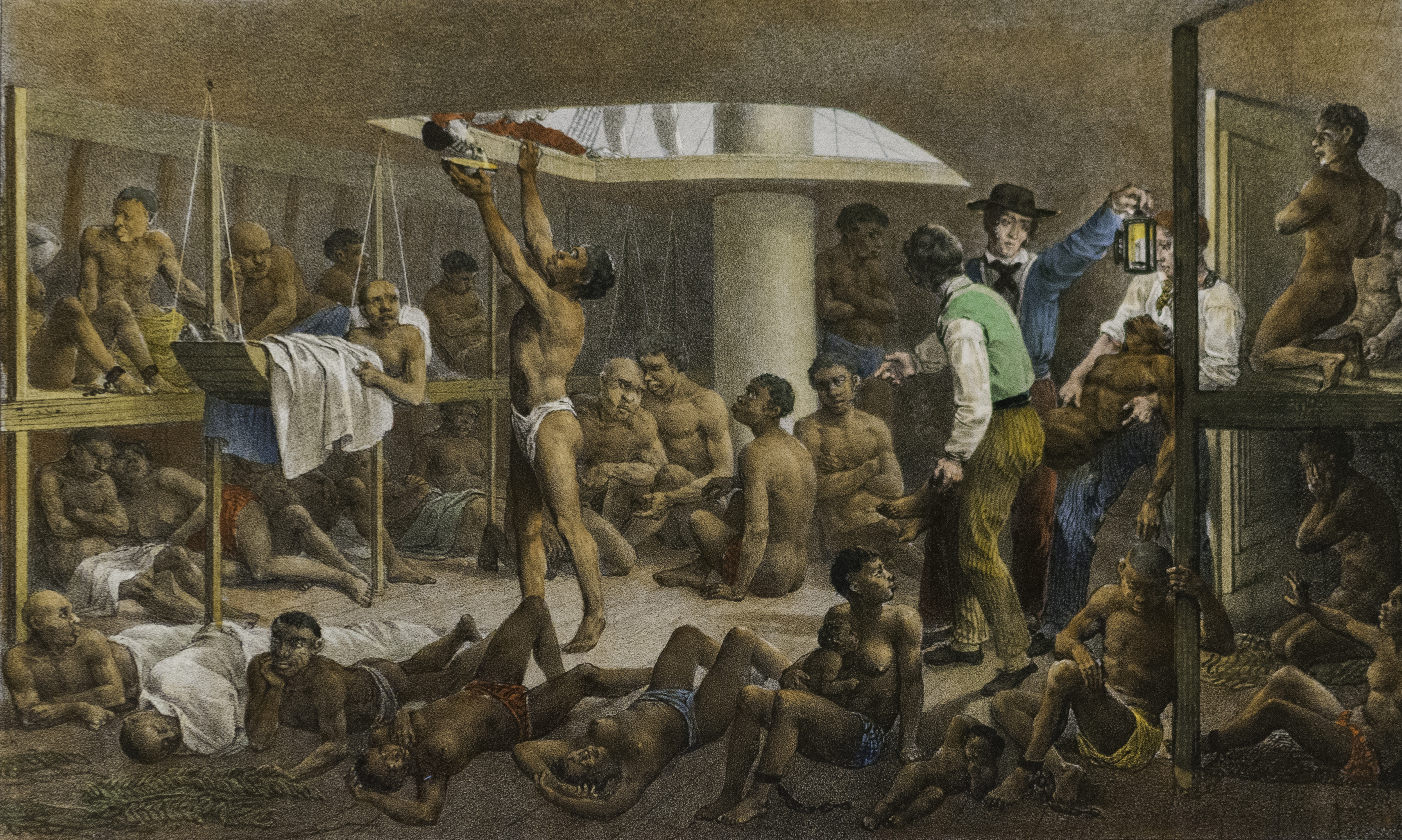
Quadro de Johann Moritz Rugendas (1802-1858) retratando o interior de um navio negreiro

Em 30 de janeiro de 2006, Jacques Chirac (o então presidente francês) disse que 10 de maio seria, a partir de então, um dia nacional em memória das vítimas da escravidão promovida pela França, marcando o dia em 2001, quando o país aprovou uma lei que reconhecia a escravidão como um crime contra a humanidade.
Em 27 de novembro de 2006, Tony Blair, o então primeiro-ministro britânico, fez um pedido de desculpas parcial pelo papel do Reino Unido no comércio de escravos africanos. No entanto ativistas dos direitos africanos denunciaram o discurso como "retórica vazia" que não conseguiu resolver o problema corretamente. Blair novamente pediu desculpas no dia 14 de março de 2007.
Em 31 de maio de 2007, o governador do Alabama, Bob Riley, assinou uma resolução expressando "profundo pesar" pelo papel do estado na escravidão e desculpas pelos erros e os efeitos remanescentes. O Alabama é o quarto estado do sul a fazer um pedido de desculpas formal pela escravidão, após Maryland, Virgínia e Carolina do Norte. Em 30 de julho de 2008, a Câmara dos Representantes dos Estados Unidos aprovou uma resolução pedindo desculpas pela escravidão e por leis discriminatórias posteriores. Em 18 de junho de 2009, o Senado dos Estados Unidos emitiu um comunicado pedindo desculpas condenando as "fundamentais injustiças, crueldades, brutalidades e desumanidades da escravidão". A notícia foi bem recebida pelo presidente Barack Obama.